# Torneo Competencia 1945
Het Torneo Competencia 1945 was de zevende editie van deze Uruguayaanse voetbalcompetitie. Het toernooi stond enkel open voor clubs uit de Primera División. Titelverdediger was Central FC, maar zij eindigden dit seizoen in de middenmoot. De winnaar werd Club Nacional de Football.

## Teams
Aan het Torneo Competencia deden enkel ploegen mee die dat jaar speelden in de Primera División. In 1945 waren dat onderstaande ploegen, die allen uit Montevideo afkomstig waren. Rampla Juniors FC nam weer deel, nadat ze vorig seizoen afwezig waren door degradatie. Zij namen de plek van Racing Club de Montevideo in, dat dit seizoen op een lager niveau actief was.
| Clubs                   | Clubs                     |
| ----------------------- | ------------------------- |
| Central FC              | Club Nacional de Football |
| CA Defensor             | CA Peñarol                |
| Liverpool FC            | Rampla Juniors FC         |
| CS Miramar              | CA River Plate            |
| Montevideo Wanderers FC | IA Sud América            |

## Toernooi-opzet
Het Torneo Competencia werd gespeeld voorafgaand aan de Primera División. De tien deelnemende clubs speelden een halve competitie tegen elkaar en de ploeg die de meeste punten behaalde werd eindwinnaar. De behaalde resultaten telden ook mee voor het Torneo de Honor 1945. Het toernooi was een Copa de la Liga; een officieel toernooi, georganiseerd door de Uruguayaanse voetbalbond (AUF).

## Toernooiverloop
Titelhouder Central FC begon het toernooi met een nederlaag tegen CA Defensor en gelijkspel tegen Rampla Juniors FC. Daarentegen begonnen Defensor en CA Peñarol wel met twee overwinningen. Ook de derde speelronde verloor Central, ditmaal van Club Nacional de Football. Defensor en Peñarol wonnen wel en bleven aan kop met de maximale score. Ze werden gevolgd door Nacional, dat een punt minder had.
Ook de vierde en vijfde wedstrijd wonnen zowel Defensor, Peñarol als Nacional. Vervolgens was er een gat van vier punten met CS Miramar en IA Sud América. Tijdens de zesde speelronde kwam de eerste wedstrijd tussen ploegen in de top-drie; Nacional versloeg Defensor met 4–1. Zij namen hiermee bovendien de koppositie over, omdat Peñarol verloor van CA River Plate. Ook de daaropvolgende wedstrijd verloor Defensor (van Miramar). Zeges van Nacional en Peñarol maakte dat het toernooi beslist kon worden in hun onderlinge wedstrijd.
Voor dit duel op 10 juni had Nacional een punt meer dan Peñarol met nog twee duels te spelen. Een zege voor de Tricolores zou dus betekenen dat ze het toernooi zouden winnen. Hier slaagden ze ook in; het werd 3–1. Met deze zege behaalde Nacional hun tweede eindoverwinning in het Torneo Competencia (na de eerste editie). Op de laatste speeldag won Peñarol van Defensor en wisten ze de tweede plaats veilig te stellen. Voor Defensor was dit de vierde nederlaag op rij, waardoor ze de derde plek nog aan Rampla Juniors FC moesten laten.

### Eindstand
|     | Club                      | Sp. | W | G | V | Pnt. | DV | DT | DS  |
| --- | ------------------------- | --- | - | - | - | ---- | -- | -- | --- |
| 1.  | Club Nacional de Football | 9   | 8 | 1 | 0 | 17   | 26 | 8  | +18 |
| 2.  | CA Peñarol                | 9   | 7 | 0 | 2 | 14   | 24 | 9  | +15 |
| 3.  | Rampla Juniors FC         | 9   | 5 | 2 | 2 | 12   | 22 | 14 | +8  |
| 4.  | CA Defensor               | 9   | 5 | 0 | 4 | 10   | 15 | 16 | –1  |
| 5.  | CS Miramar                | 9   | 4 | 1 | 4 | 9    | 9  | 15 | –6  |
| 6.  | CA River Plate            | 9   | 4 | 0 | 5 | 8    | 16 | 16 | 0   |
| 7.  | Central FC                | 9   | 3 | 1 | 5 | 7    | 23 | 20 | +3  |
| 8.  | IA Sud América            | 9   | 2 | 1 | 6 | 5    | 8  | 17 | –9  |
| 9.  | Montevideo Wanderers FC   | 9   | 2 | 1 | 6 | 5    | 14 | 27 | –13 |
| 10. | Liverpool FC              | 9   | 1 | 1 | 7 | 3    | 10 | 25 | –15 |

| Winnaar Torneo Competencia 1945    |
| ---------------------------------- |
| Club Nacional de Football 2e titel |

1934 ·
1936 ·
1941 ·
1942 ·
1943 ·
1944 ·
1945 ·
1946 ·
1947 ·
1948 ·
1949 ·
1950 ·
1951 ·
1952 ·
1953 ·
1955 ·
1956 ·
1957 ·
1958 ·
1959 ·
1961 ·
1962 ·
1963 ·
1964 ·
1967 ·
1985 ·
1986 ·
1987 ·
1988 ·
1989 ·
1990